# Bembridge
Bembridge is een civil parish in de unitary authority Isle of Wight, in het Engelse graafschap Isle of Wight. De civil parish telt 3688 inwoners.
Het ligt op het meest oostelijke gedeelte van het eiland Wight. De haven valt bij eb grotendeels droog: alleen een uitgebaggerde vaargeul naar de beroeps-kade valt niet droog.
Het plaatsje biedt enkele diensten voor de directe omgeving en biedt bijvoorbeeld een postkantoor, enkele winkels, een middelbare school en een lokaal vliegveld met verharde startbaan. In het plaatsje ook ligt de enige resterende windmolen op het eiland.
Tevens is er een reddingsboot van de R.N.L.I. (de Engelse reddingsmaatschappij) gestationeerd en is er tevens een museum van deze reddingmaatschappij. Vlak naast de post van de R.N.L.I. bevindt zich een uitkijkpost van de Engelse kustwacht, welke uitzicht biedt op de oostelijke ingang van de Solent en het westelijke deel van Het Kanaal.

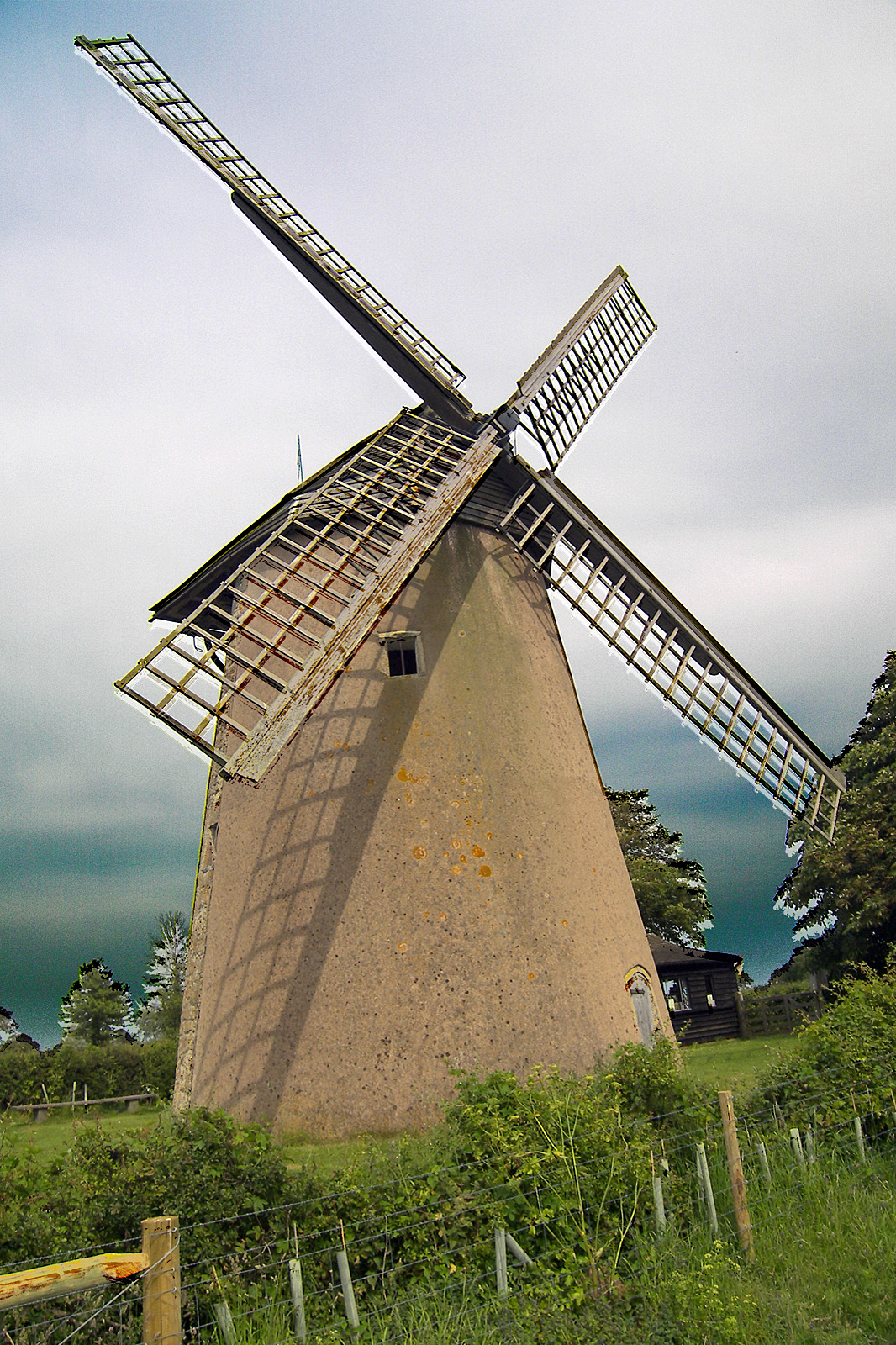
Windmolen in Bembridge
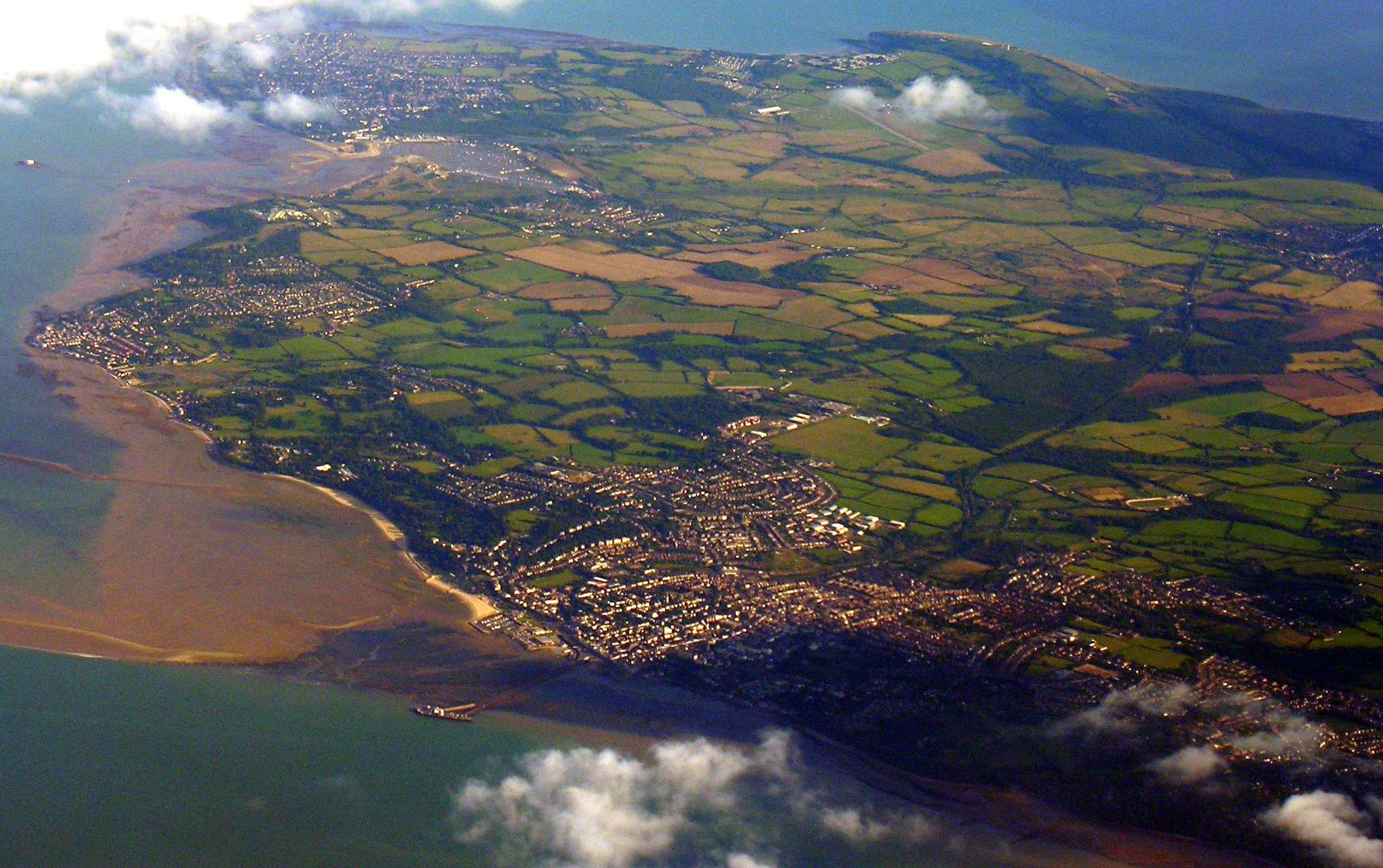
Luchtopname van Ryde en Bembridge

Arreton · Bembridge · Brading · Brighstone · Calbourne · Chale · Cowes · East Cowes · Fishbourne · Freshwater · Gatcombe · Godshill · Gurnard · Havenstreet and Ashey · Lake · Nettlestone and Seaview · Newchurch · Newport · Niton and Whitwell · Northwood · Rookley · Ryde · Sandown · Shalfleet · Shanklin · Shorwell · St Helens · Totland · Ventnor · Whippingham · Wootton Bridge · Wroxall · Yarmouth